# Moara Nouă (okręg Prahova)
Moara Nouă – wieś w Rumunii, w okręgu Prahova, w gminie Berceni. W 2011 roku liczyła 1077 mieszkańców.